# Frankie Brown
Frankie Brown (8 ottobre 1987) è una calciatrice scozzese, difensore della nazionale scozzese.

## Carriera

### Nazionale
Brown inizia ad essere convocata dalla federazione calcistica della Scozia (Scottish Football Association - SFA) fin dal 2005, inserita in rosa con la formazione Under-19 impegnata nella fase finale dell'Europeo di Ungheria 2005, facendo il suo debutto il 20 luglio nell'incontro perso 3-1 con le pari età dell'Inghilterra. Durante il torneo la Scozia, inserita nel girone B, perde anche gli altri due incontri, 3-1 con la Francia e 5-0 con le future campionesse della Russia, venendo eliminata già alla fase a gironi.
Nel 2008 arriva la chiamata sia nella formazione Under-23, il 21 luglio in amichevole con le pari età della Svizzera, che dal Commissario tecnico Anna Signeul nella nazionale maggiore, dove debutta il 17 settembre, sempre con la Svizzera, nell'amichevole vinta 4-0. Da allora Signeul la convoca con regolarità, nelle varie edizioni della Cyprus Cup dal 2009. migliori risultati il quarto posto ottenuto nelle edizioni 2011 e 2014, nelle qualificazioni ai Mondiali di Germania 2011 e Canada 2015, fallendo la qualificazione in entrambi i casi, e agli Europei di Svezia 2013 e Paesi Bassi 2017, fallendo l'accesso al primo ma riuscendo nel secondo, primo importante traguardo in un torneo ufficiale per la squadra scozzese. Sinegul la inserisce nella rosa delle 23 giocatrici che disputano l'Europeo 2017, impiegandola nel torneo in due occasioni, il 19 luglio nel primo incontro del gruppo D perso 6-0 con l'Inghilterra e una settimana più tardi, nella vittoria per 1-0 sulla Spagna, tuttavia la sua nazionale perdendo l'altro incontro 2-1 con il Portogallo, ottiene 3 punti ma, a causa della peggiore differenza reti con le iberiche viene eliminata dal torneo già alla fase a gironi.
Con l'arrivo del nuovo CT Shelley Kerr alla guida della nazionale, Brown viene impiegata saltuariamente, limitando le sue convocazioni in partite ufficiali a due soli incontri del gruppo 2 delle qualificazioni al Mondiale di Francia 2019, giocando scampoli di partita nel 5-0 sull'Albania del 24 ottobre 2017 e nella sconfitta per 1-0 del 5 aprile 2018 con la Svizzera. Kerr la convoca anche per l'Algarve Cup 2019, dove durante il torneo gioca gli interi 90 minuti nella finale per il quinto posto vinta per 1-0 sulla Danimarca.

## Palmarès
- Campionato scozzese: 2

Hibernian: 2005-2006, 2006-2007
- Scottish Women's Cup: 4

Hibernian: 2005, 2007, 2008, 2010
- Scottish Women's League Cup: 3

Hibernian: 2005, 2007, 2011